# NGC 1501
NGC 1501 је планетарна маглина у сазвежђу Жирафа која се налази на NGC листи објеката дубоког неба.
Деклинација објекта је + 60° 55' 17" а ректасцензија 4h 6m 59,4s. Привидна величина (магнитуда) објекта NGC 1501 износи 11,5 а фотографска магнитуда 13,3. NGC 1501 је још познат и под ознакама PK 144+6.1, CS=14.4.